# Hofen (Thayngen)
Hofen (toponimo tedesco) è una frazione di 248 abitanti del comune svizzero di Thayngen, nel Canton Sciaffusa.

## Storia

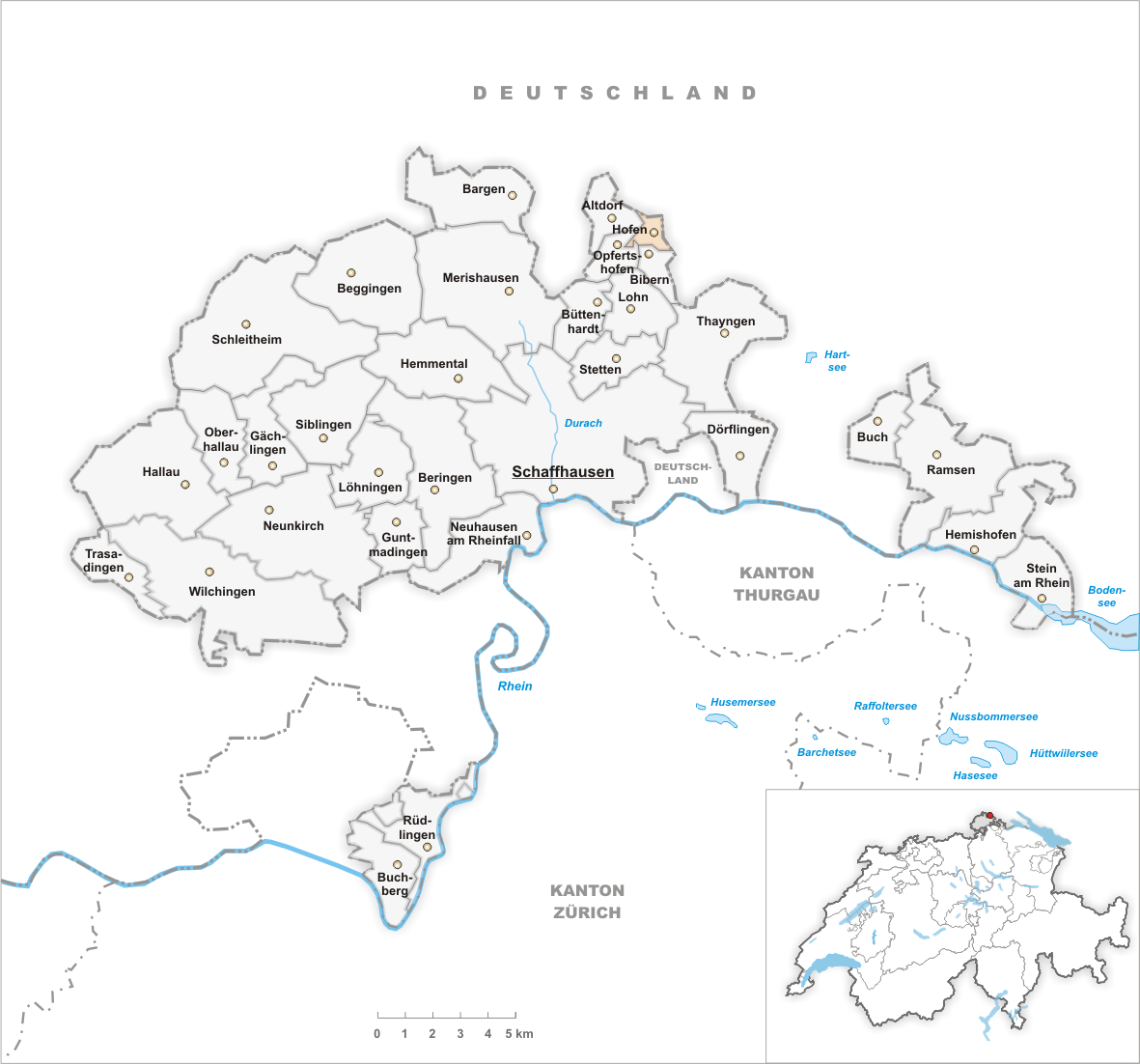
Il territorio del comune di Hofen prima degli accorpamenti comunali del 2009

Dal 1861, quando fu istituito con la divisione del comune soppresso di Bibern-Hofen, fino al 31 dicembre 2008 è stato un comune autonomo che si estendeva per 1,05 km²; il 1º gennaio 2009 è stato accorpato al comune di Thayngen assieme agli altri comuni soppressi di Altdorf, Bibern e Opfertshofen.